# Iglesia del Santo Sacrificio
La Iglesia del Santo Sacrificio es una capilla católica que representa un hito en la Universidad de Filipinas - Diliman. Pertenece a la Diócesis de Cubao y su párroco actual es el Reverendo Henry E. Ferreras.
Conocida por su diseño arquitectónico, la iglesia es reconocida como un Monumento Histórico Nacional y un Tesoro Cultural por el Instituto Histórico Nacional y el Museo Nacional, respectivamente. Fue diseñada por el fallecido Artista Nacional de Arquitectura, Leandro Locsin, uno de los cinco artistas nacionales que han colaborado en este proyecto. Alfredo Juinio se desempeñó como ingeniero estructural para la capilla.